# Culoz-Béon
Culoz-Béon ist eine französische Gemeinde mit 3416 Einwohnern (Stand 1. Januar 2022) im Département Ain in der Region Auvergne-Rhône-Alpes. Sie gehört zum Arrondissement Belley, zum Gemeindeverband Bugey Sud und zum Kanton Plateau d’Hauteville.
Sie entstand mit Wirkung vom 1. Januar 2023 als Commune nouvelle durch Zusammenlegung der bis dahin selbstständigen Gemeinden Culoz und Béon, die fortan den Status von Communes déléguées besitzen. Der Verwaltungssitz befindet sich in Culoz.

## Geographie

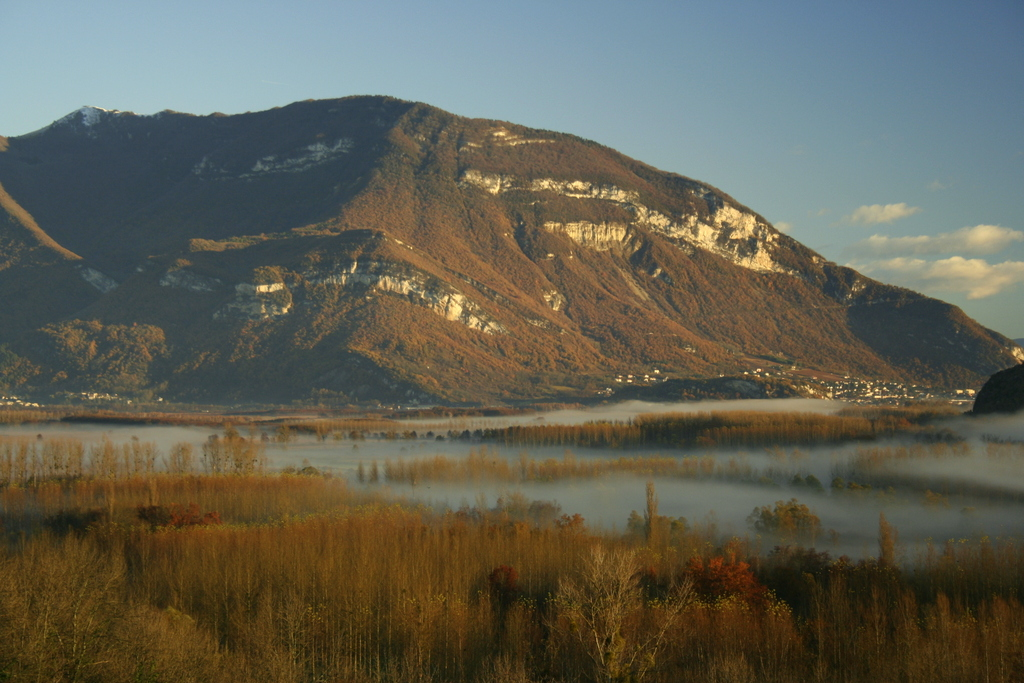
Grand Colombier und Marais de Lavours

Culoz-Béon liegt am südöstlichen Rand des Départements Ain an der Grenze zum Département Savoie ca. 27 Kilometer westlich von Annecy und ca. 34 Kilometer nordnordwestlich von Chambéry.
Die Gemeinde erstreckt sich im südöstlichen Bugey, in einer geschützten Mulde am westlichen Rand des Rhônetals, am Südfuß des Kamms des Grand Colombier und am Rand des ausgedehnten Moorgebietes Marais de Lavours.
Die Fläche des 29,66 km² großen Gemeindegebiets umfasst einen Abschnitt des Rhônetals. Die Rhône fließt hier in einem breiten Tal von Norden nach Süden. Ihr Wasser ist im Bereich von Culoz auf einen Kanal und auf ein breites Altwasserflussbett aufgeteilt. Die östliche Grenze verläuft etwa in der Mitte des Tales auf der zwischen den beiden Wasserarmen gelegenen Île de la Malourdie.
Nach Westen erstreckt sich das Gemeindeareal über die breite flache Talniederung und den meist dicht bewaldeten Jurahang bis auf den anschließenden Kamm des Grand Colombier. Aus geologischer Sicht bildet dieser Kamm eine Antiklinale bestehend aus Sedimenten der oberen Jurazeit. Oberhalb von rund 1200 m befinden sich weite Bergweiden. Mit 1443 m wird auf der Südabdachung des Grand Colombier die höchste Erhebung von Culoz erreicht. Gegen Süden fällt dieser Kamm sehr steil ab, wobei der Hang unterhalb des Aussichtspunkts Fénestré von markanten Felswänden durchzogen wird. Im südlichen Abschnitt des Gemeindebannes hat Culoz Anteil an der vier Kilometer breiten und sechs Kilometer langen Fläche des Marais de Lavours.
Umgeben wird Culoz-Béon von den zehn Nachbargemeinden:
| Arvière-en-Valromey | Anglefort                                   | Serrières-en-Chautagne (Savoie)  |
| Talissieu           | Kompassrose, die auf Nachbargemeinden zeigt | Ruffieux (Savoie) Vions (Savoie) |
| Ceyzérieu           | Lavours Flaxieu                             | Chanaz (Savoie)                  |

## Bevölkerungsentwicklung
| Jahr                                                                  | 1962 | 1968 | 1975 | 1982 | 1990 | 1999 | 2006 | 2021 |
| Einwohner                                                             | 2630 | 2710 | 2868 | 2976 | 2987 | 2978 | 3310 | 3426 |
| Quellen: Cassini und INSEE (bis 2006 Addition der Vorgängergemeinden) |      |      |      |      |      |      |      |      |

## Sehenswürdigkeiten
- Kirche Saint-Martin in Culoz
- Kirche Saint-Laurent in Béon aus dem 14. Jahrhundert
- Schloss Montvéran, zu Beginn des 14. Jahrhunderts erbaut, seit 1946 als Monument historique gelistet
- Park Clos Poncet
- Burgruine Châtel d’en Haut (in Privatbesitz)
- Bahnhof Culoz, 1856–1858 errichtet, teilweise als Monument historique gelistet
- Burgruine Luyrieu in Béon
- Schloss Béon

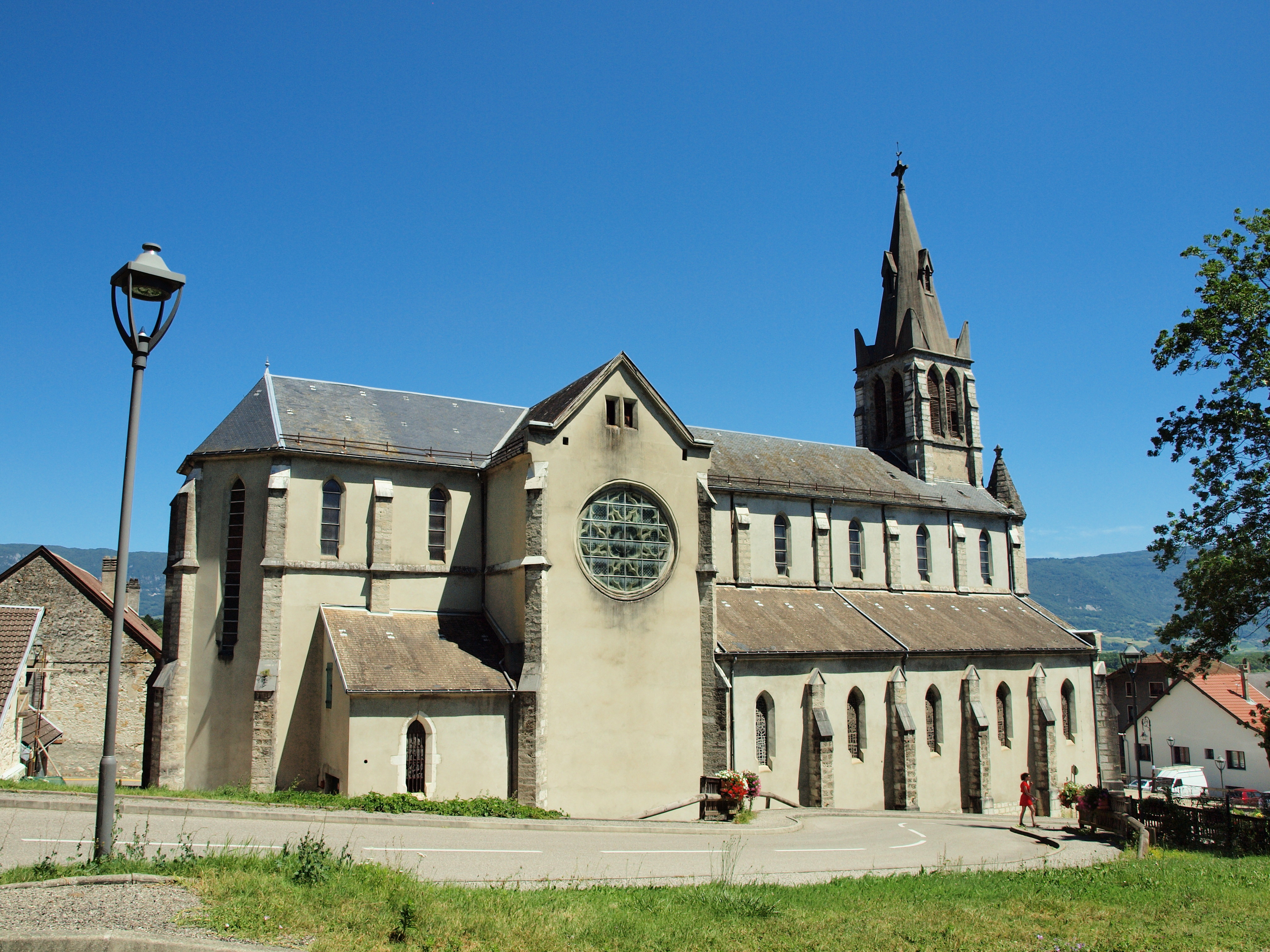
Kirche Saint-Martin
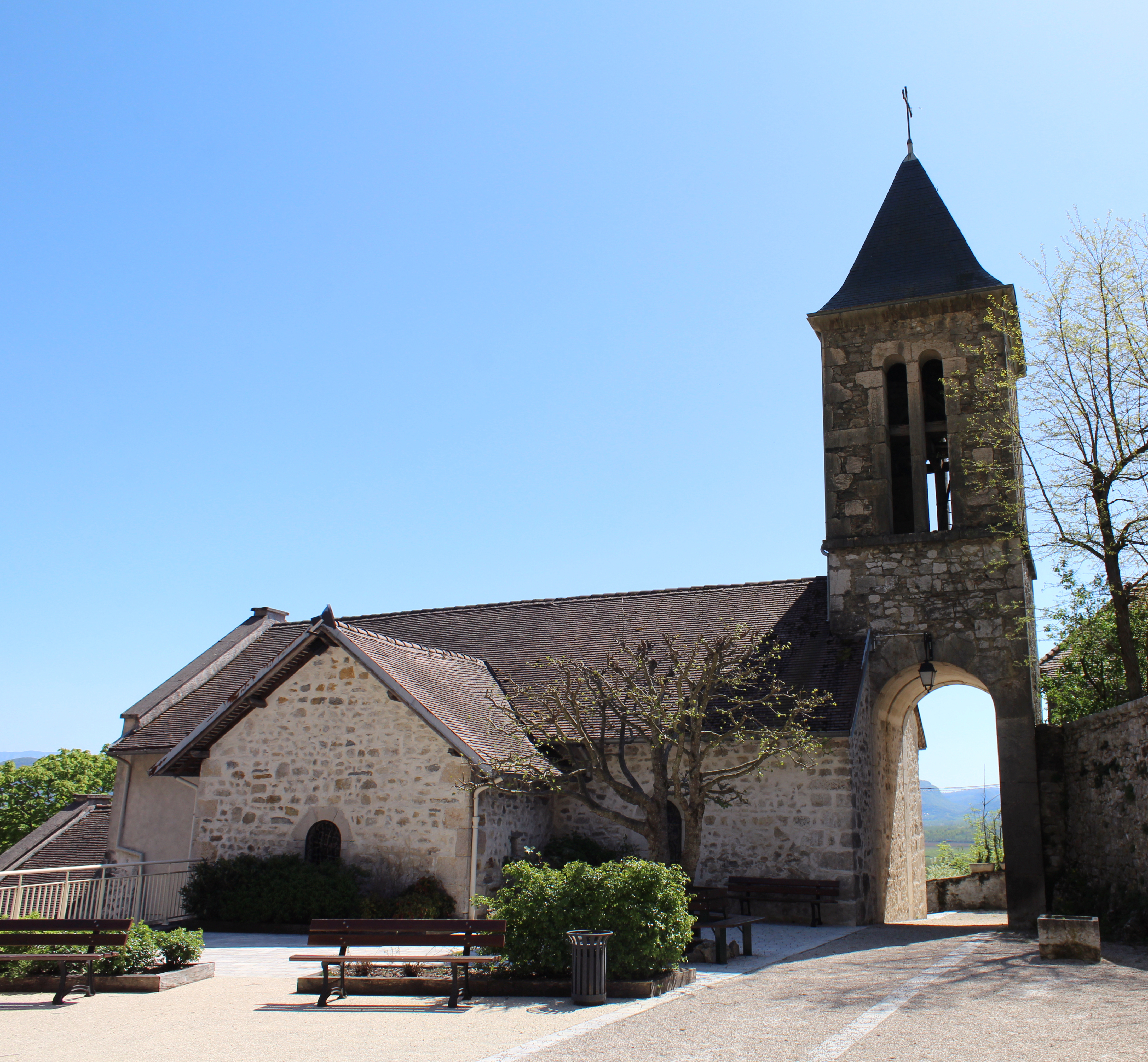
Kirche Saint-Laurent
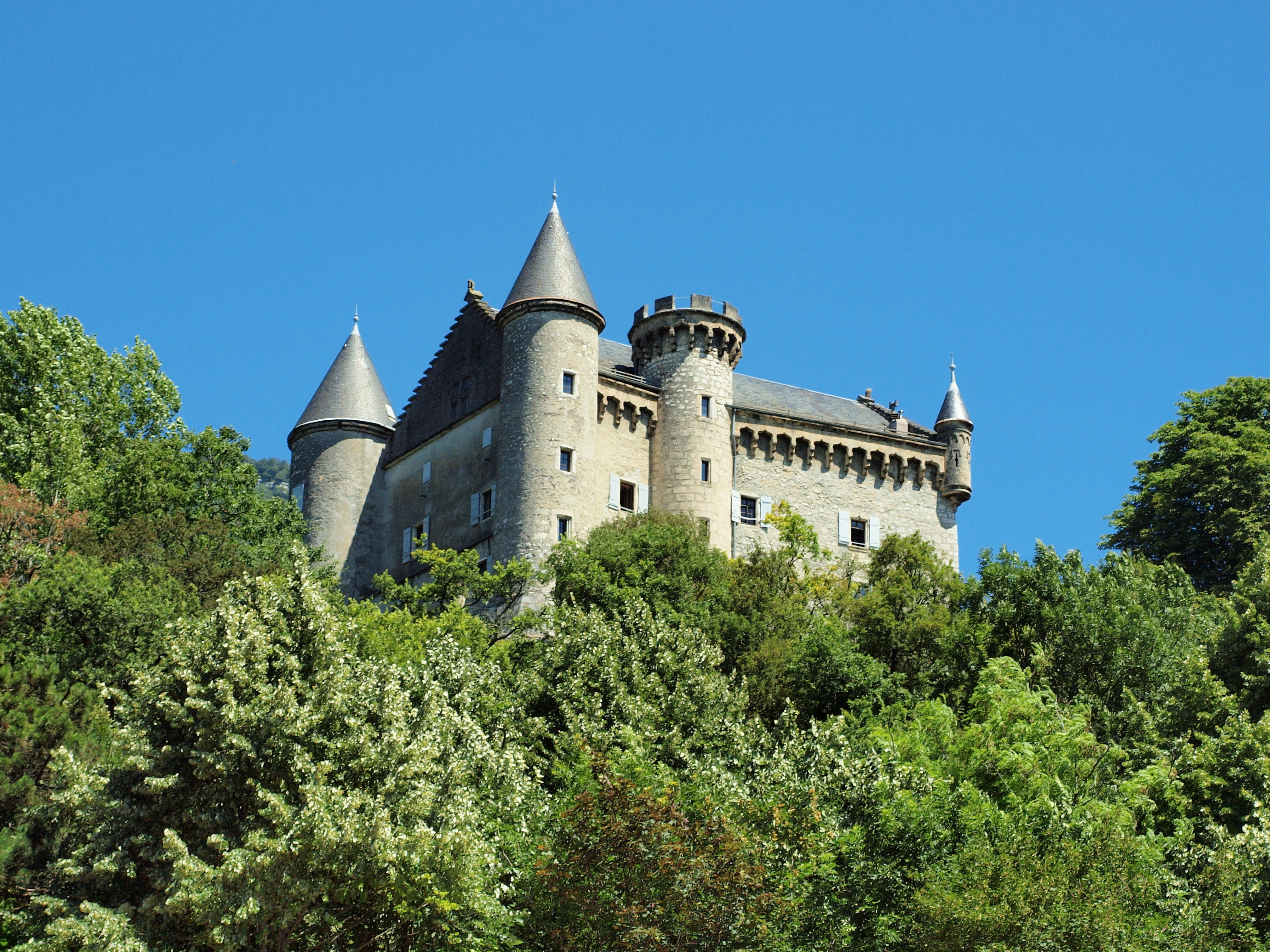
Schloss Montvéran
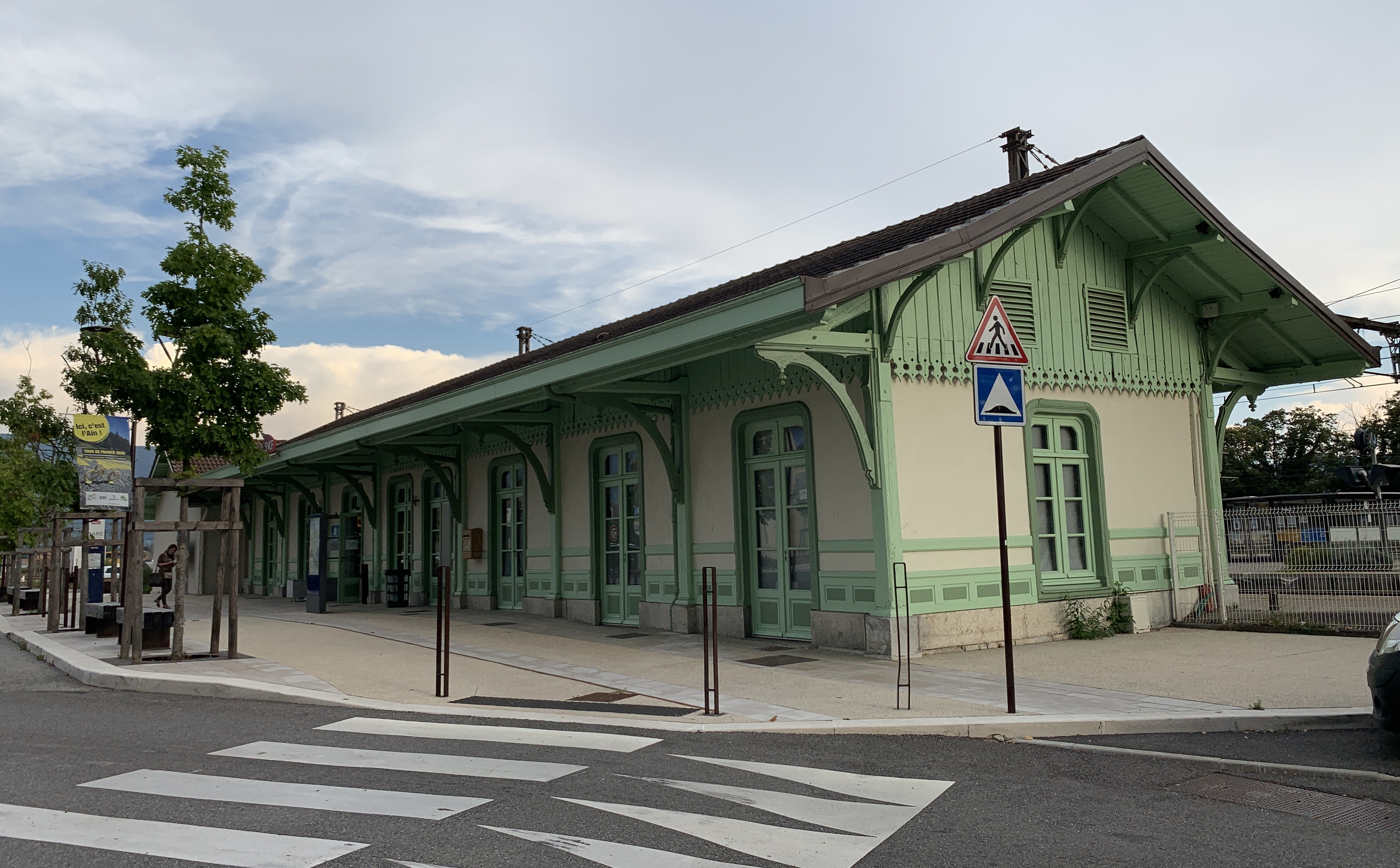
Bahnhof
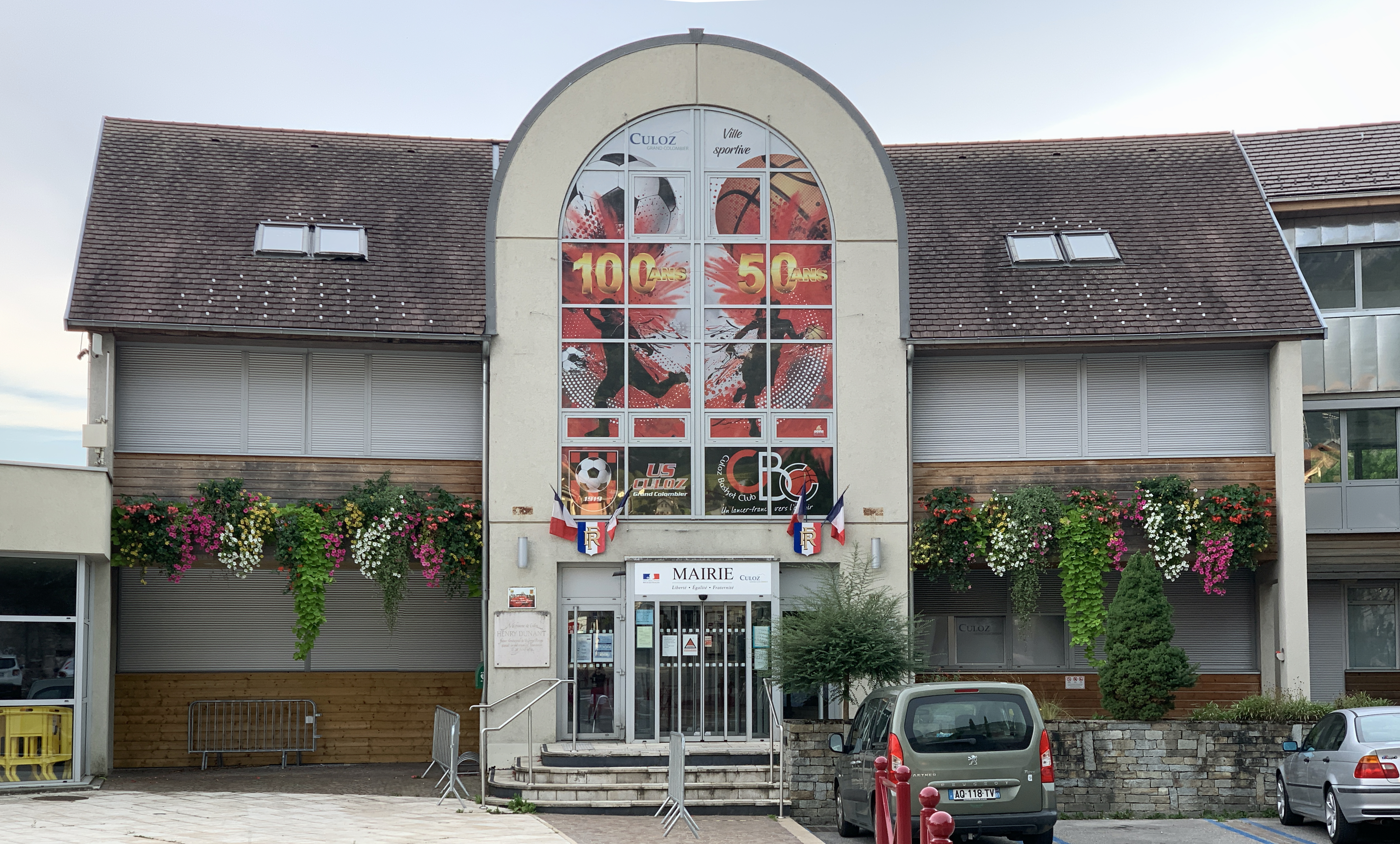
Bürgermeisteramt (Mairie) im Ortsteil Culoz
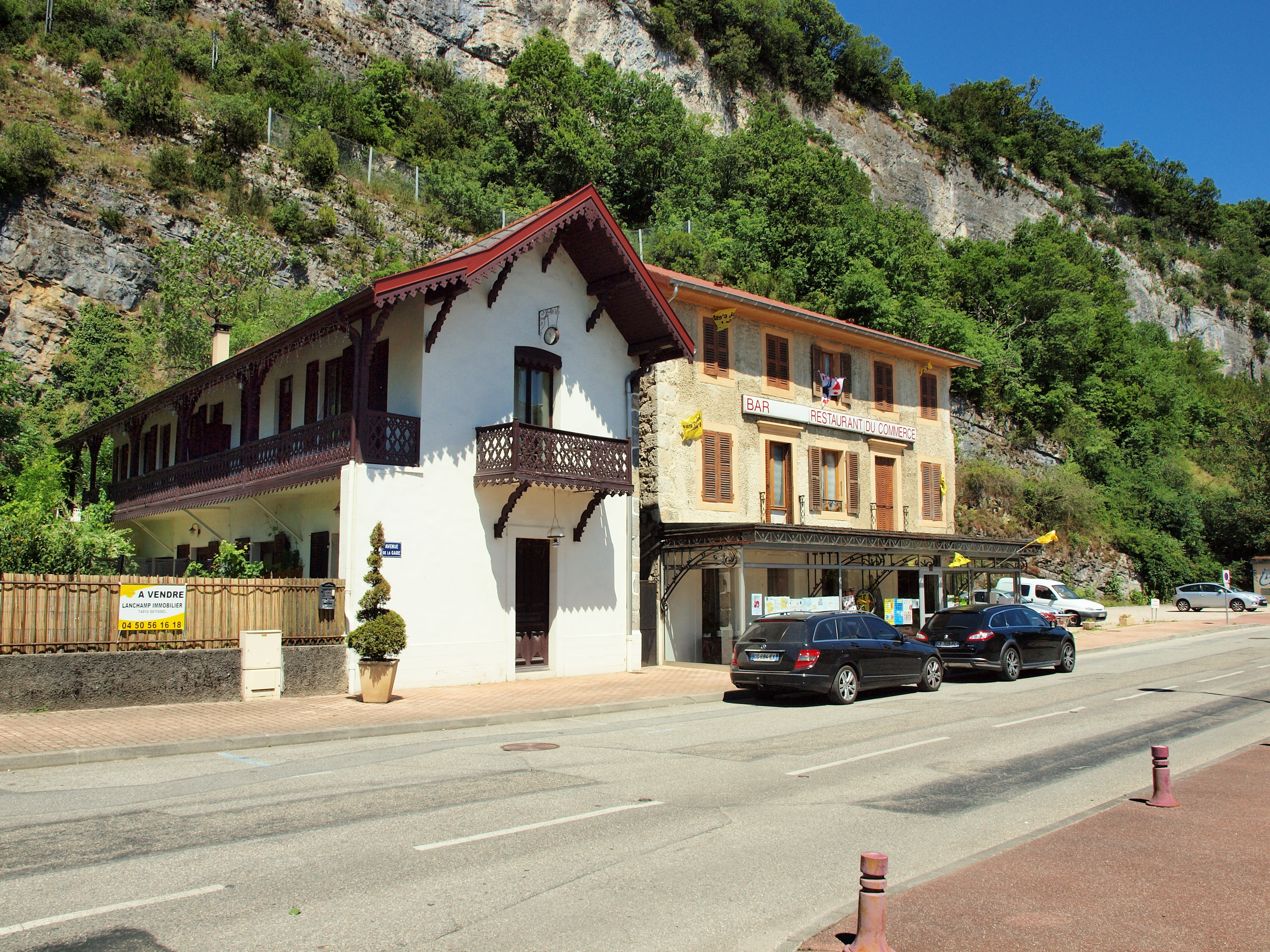
Restaurant in Culoz
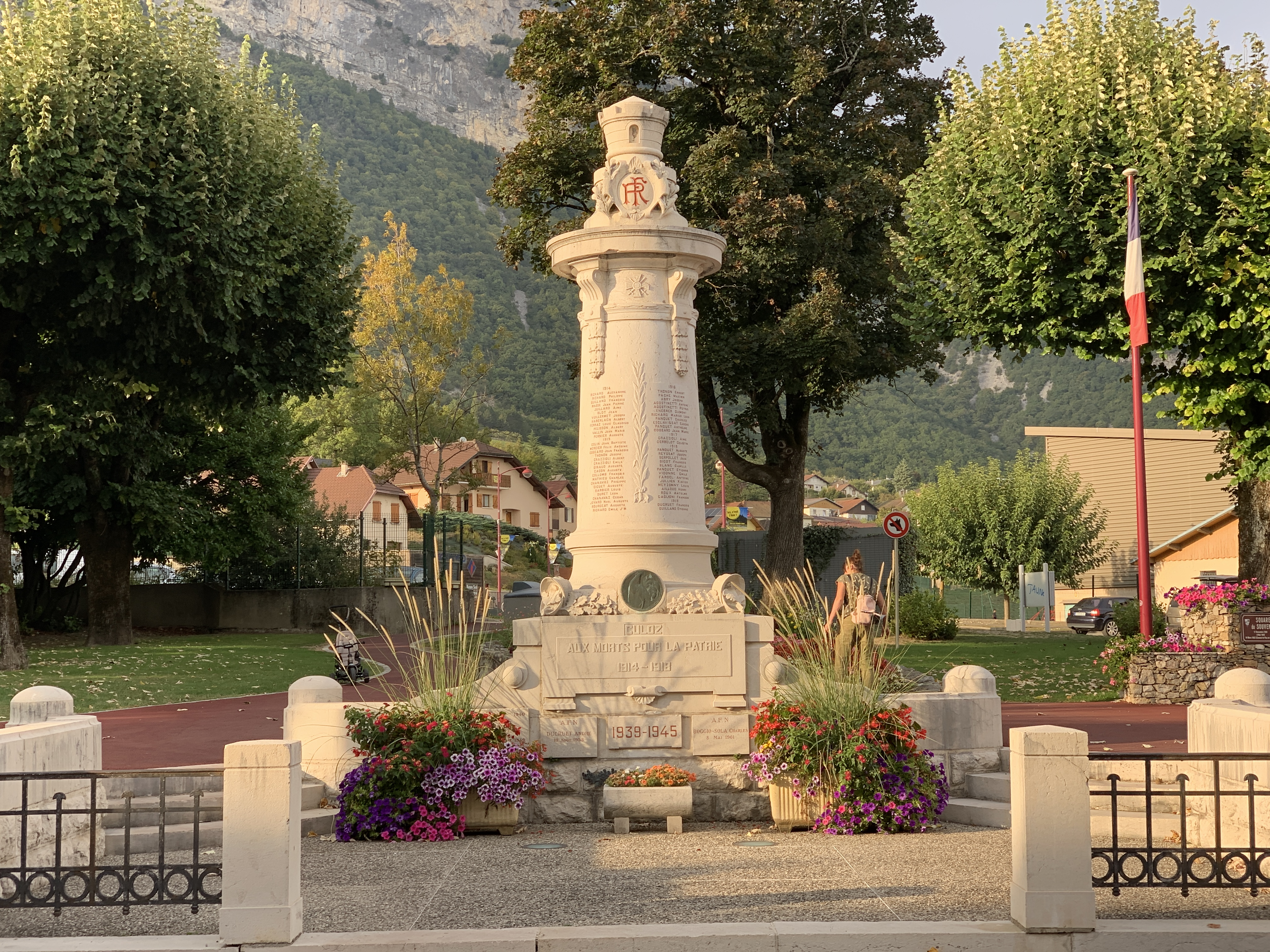
Gefallenendenkmal in Culoz

## Bildung
Die Gemeinde verfügt über eine öffentliche Vorschule mit 118 Schülern im Schuljahr 2022/2023, eine öffentliche Grundschule mit 208 Schülern im Schuljahr 2022/2023 sowie ein öffentliches Collège in Culoz.
Im Ortsteil Béon befindet sich außerdem eine öffentliche Vor- und Grundschule mit 39 Schülern im Schuljahr 2022/2023.

## Sport und Freizeit
Zahlreiche Wanderwege durchqueren Culoz-Béon oder enden auf dem Gebiet der Gemeinde.
- Der GR 9, ein Fernwanderweg zwischen Saint-Amour und Port Grimaud durchquert das Gemeindegebiet.[6]

- Der GR 59, ein Fernwanderweg vom Ballon d’Alsace endet auf dem Gebiet der Gemeinde.[7]

- Der GR 509, genannt Grande Traversée du Jura, ist ein Fernwanderweg von Mandeure und endet auf dem Gebiet der Gemeinde.[8]

## Wirtschaft

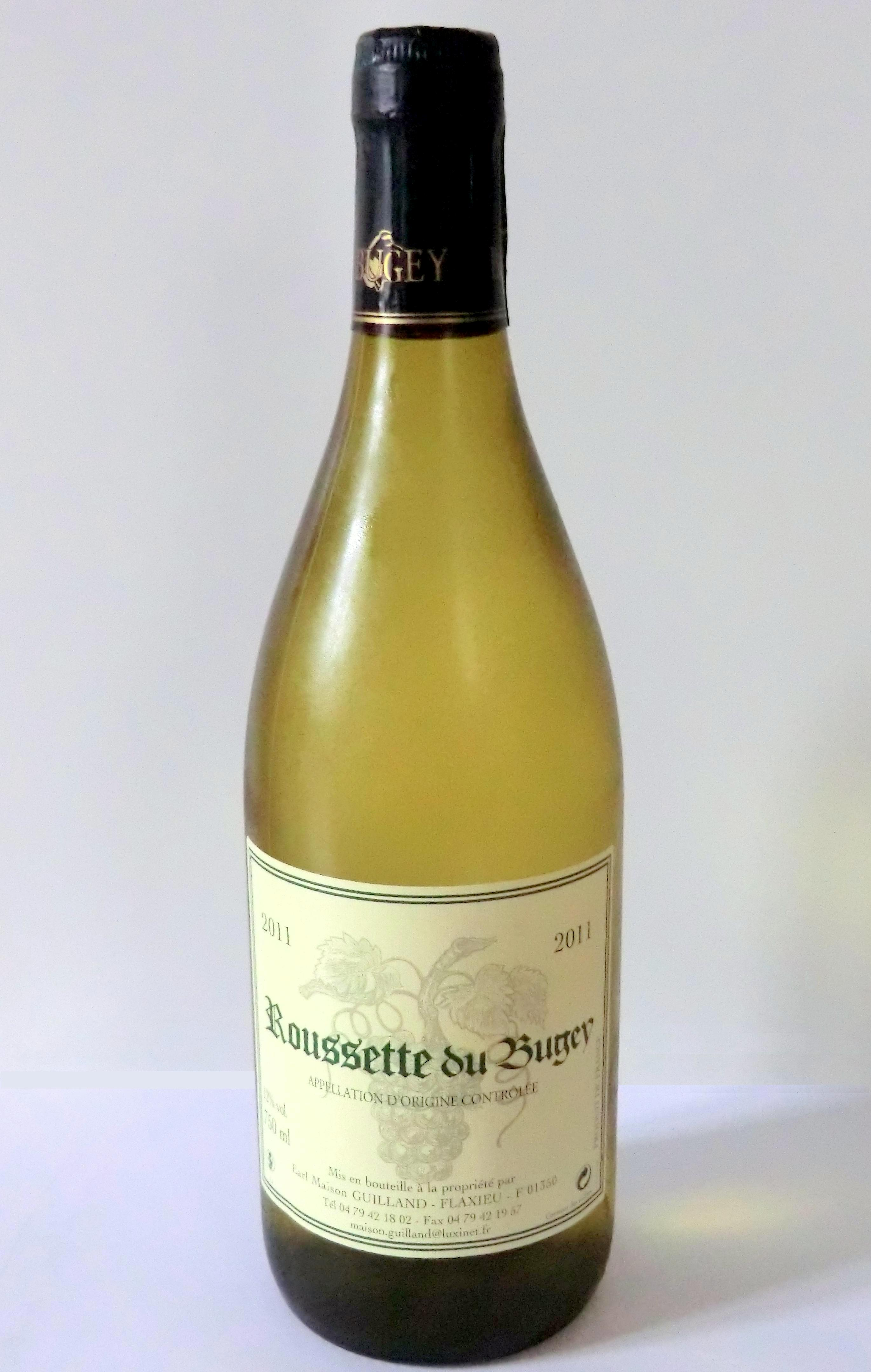
Flasche Roussette du Bugey

Culoz und Béon waren bis weit ins 20. Jahrhundert hinein vorwiegend durch die Landwirtschaft geprägte Dörfer. Noch heute spielt der Weinbau an den nördlichen, optimal zur Sonne exponierten Hängen eine Rolle als Einnahmequelle der Einheimischen. In der Ebene südlich ist in den letzten Jahrzehnten eine Gewerbezone entstanden. Der wichtigste Arbeitgeber mit Sitz in Culoz ist CIAT. Daneben gibt es einige Betriebe des lokalen Klein- und Mittelgewerbes. Viele Erwerbstätige sind auch Wegpendler, die in den größeren Ortschaften der Umgebung ihrer Arbeit nachgehen.
Culoz-Béon liegt in den Zonen AOC
- des Holzes des Jura, gewonnen aus Weiß-Tannen oder der Gemeinen Fichte
- des Roussette du Bugey, einem Weißwein,
- des Vin du Bugey mit den Appellationen
  - blanc,
  - rosé,
  - mousseux blanc,
  - mousseux rosé,
  - pétillant blanc,
  - pétillant rosé,
  - rouge,
  - rouge Gamay,
  - rouge Mondeuse und
  - rouge Pinot noir und
- des Comté, einem Hart-Rohmilchkäse.[9]

## Verkehr

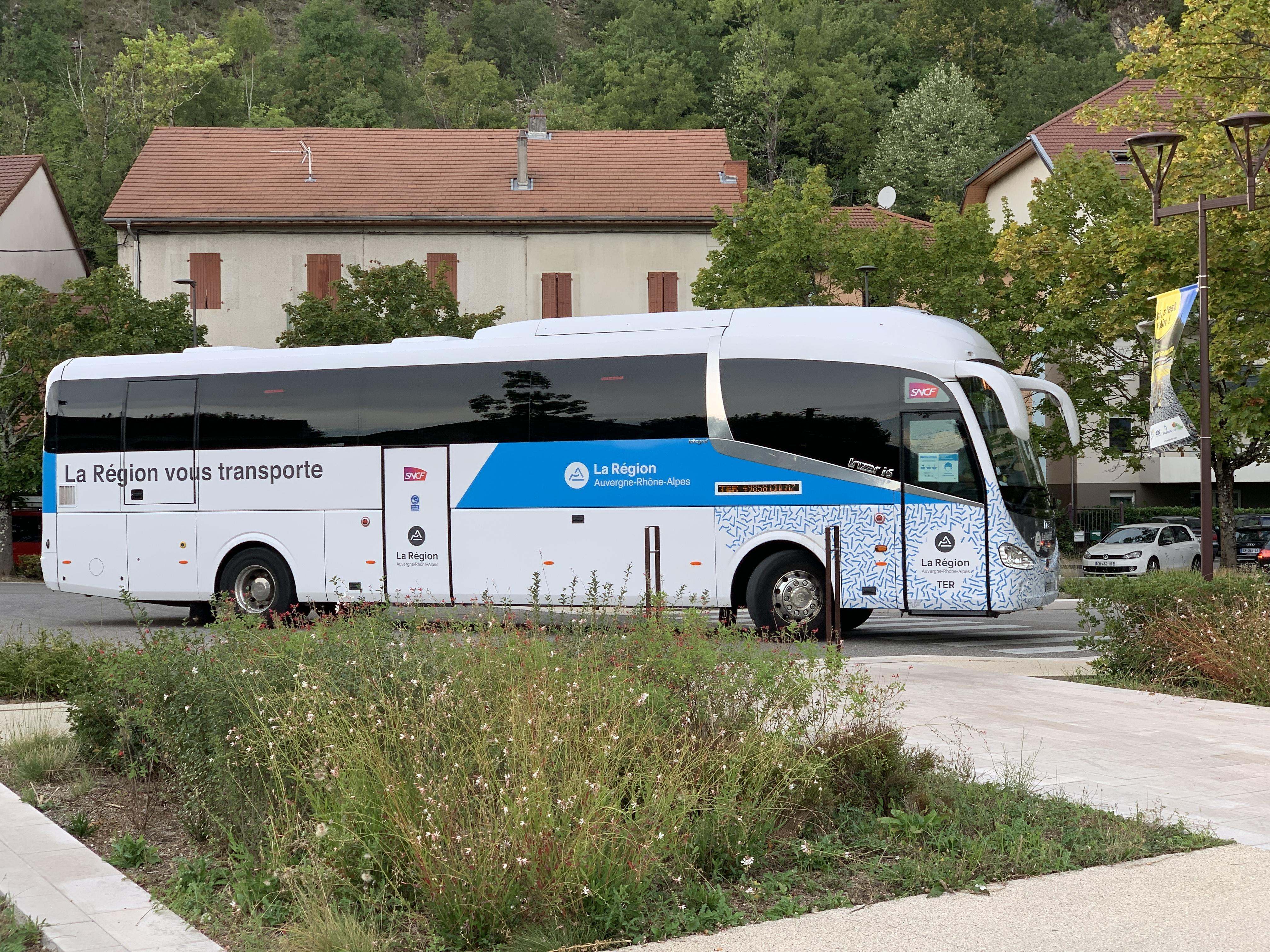
Regionalbus

Die Route départementale 904, die ehemalige Route nationale 504, durchquert die Gemeinde in Ostwestrichtung und verbindet sie mit Ambérieu-en-Bugey und Aix-les-Bains. Weitere regionale Straßenverbindungen bestehen mit Belley und Seyssel.
Die Gemeinde liegt an der Bahnstrecke Lyon–Genève Hier zweigt auch die Bahnstrecke Culoz–Modane (über Aix-les-Bains und Chambéry zur italienischen Grenze bei Modane) ab. Mehrere Linien des regionalen öffentlichen Transportnetzes in der französischen Verwaltungsregion Auvergne-Rhône-Alpes TER Auvergne-Rhône-Alpes verbinden Culoz-Béon vom Bahnhof in Culoz u. a. mit Genf, Valence, Saint-Gervais-les-Bains, Lyon und Chambéry.
Eine Buslinie des Unternehmens Transport de l’Ain verbindet Culoz-Béon mit Chanay im Norden und Belley im Süden.